# My Cherie Amour (album)
My Cherie Amour is het twaalfde studioalbum van Stevie Wonder. Het werd op 29 augustus 1969 door Tamla Records uitgebracht. Wonder bereikte met dit album de 34ste plaats in de Amerikaanse hitlijst. De liedjes "My Cherie Amour" (oorspronkelijk een B-kant van "I Don't Know Why"), "Somebody Knows, Somebody Cares" en "Yester-Me, Yester-You, Yesterday" werden tevens als singles uitgegeven. Het album verscheen in 1992 op compact cassette en in 2003 op compact disc.

## Composities
| Nr. | Titel                    | Schrijver(s)                                             | Duur |
| --- | ------------------------ | -------------------------------------------------------- | ---- |
| 1.  | My Cherie Amour          | Henry Cosby, Sylvia Moy, Stevie Wonder                   | 2:54 |
| 2.  | Hello, Young Lovers      | Oscar Hammerstein, Richard Rodgers                       | 3:05 |
| 3.  | At Last                  | Mack Gordon, Harry Warren                                | 2:51 |
| 4.  | Light My Fire            | John Densmore, Jim Morrison, Ray Manzarek, Robby Krieger | 3:25 |
| 5.  | The Shadow of Your Smile | Johnny Mandel, Paul Francis Webster                      | 2:41 |
| 6.  | You and Me               | Beatrice Verdi, Deke Richards                            | 2:45 |

| 1.                 | Pearl                            | Richard Morris                        | 2:42 |
| 2.                 | Somebody Knows, Somebody Cares   | Cosby, Moy, Lula Mae Hardaway, Wonder | 2:33 |
| 3.                 | Yester-Me, Yester-You, Yesterday | Ron Miller, Bryan Wells               | 2:57 |
| 4.                 | Angie Girl                       | Cosby, Moy, Wonder                    | 2:56 |
| 5.                 | Give Your Love                   | Cosby, Don Hunter, Wonder             | 3:15 |
| 6.                 | I've Got You                     | Moy, Wonder                           | 2:35 |
| Totale duur: 34:39 |                                  |                                       |      |

## Musici
- James Jamerson - basgitaar
- Benny Benjamin - drums
- Stevie Wonder - zang, mondharmonica, toetsen